# Людвіг Феєрбах і кінець німецької класичної філософії
«Людвіг Феєрбах і кінець німецької класичної філософії» (нім. Ludwig Feuerbach und der Ausgang der klassischen deutschen Philosophie) — твір німецького мислителя Фрідріха Енгельса (1820–1895), присвячений характеристиці відносин марксистської філософії до своїх теоретичних джерел і містить нарис про її найважливіші положення.

## Історія написання
Написаний твір був 1886 року з приводу книги данського соціолога та філософа Карла Ніколая Старке (1858–1926) «Людвіг Феєрбах» (1885); проте Енгельс приділяє їй незначну увагу. Справжні причини написання цього нарису були інші: поширення марксизму супроводжувалося його вульгаризацією, його еклектичним тлумаченням на рівні догегелівської філософії (кантіанство тощо), тому треба було роз'яснити, якими є головні риси історичного матеріалізму.

## Зміст твору
Характеризуючи появу на історичній сцені французької філософії XVIII ст. і класичної німецької філософії, Енгельс говорить про «філософські революції». Проте у ще глибшому розумінні став революцією процес створення історичного матеріалізму Марксом й Енгельсом. Цей процес включав засвоєння у новій синтезі всього цінного зі спадщини філософської культури та насамперед її найвищого досягнення — філософії Георга Гегеля (1770-1831). Тому 1-у главу «Людвіга Феєрбаха…» присвячено Гегелю та історії розколу гегелівської школи.
Погляди Гегеля Енгельс передає так, як вони історично виступили як ідейне джерело марксистської філософії, а саме — в їхній суперечності між діалектичною методою та догматизмом, некритичністю та консерватизмом його системи. Гегелівська філософія загалом, це — це «…грандіозний підсумок всього попереднього розвитку філософії…»; вся вона — «…тільки ідеалістично поставлений на голову матеріалізм»; у ній — разюче багатство ідей, що їх засвоєння є умовою справжнього виходу з «лабіринту» філософських проблем. Феєрбах же, відновлюючи матеріалізм, не подолав філософію Гегеля за допомогою «зняття» критики, але просто відкинув її. Хоча саме Феєрбах дав становленню марксизму «могутній поштовх».
У 2-й главі Енгельс протиставляє обивательському, утилітаристському уявленню про «матеріальне» та «матеріалізм» наукове, філософське поняття про них. Філософське поняття матеріалізму формулюється як відповідь на основне питання філософії (що первинне — матерія чи дух?); різниця ж у відповіді на це питання становить критерій класифікації філософських концепцій. При цьому Енгельс виділяє «два боки» цього питання. З точки зору марксизму, мислення здатне, за висловом Енгельса, продукувати вірне відображення дійсності. «На філософській мові це питання зветься питання про тотожність мислення і буття…» Саме матеріалістично усвідомлена тотожність мислення і буття визначає збіг гносеології, онтології та логіки в діалектиці, яка зводиться цим до «…науки про загальні закони руху зовнішнього світу і людського мислення», бо ці закони «…по суті тотожні…» Тому мислення, що пізнає, є завжди рухом понять згідно з логікою самого предмета.
Доказ предметної істинності знання і тим самим спростування дуалізму й агностицизму «…лежить у практиці, а саме в експерименті і промисловості». Тут Енгельс відволікається від інших функцій практики і від ролі її перетворених форм (відносини корисності). Звертаючи увагу на особливості діалектичного матеріалізму, Енгельс відзначає три обмеженості старого матеріалізму: 1) механістичність; 2) метафізичність; 3) ідеалізм у розумінні суспільства. При цьому треба враховувати, що головним недоліком попередніх носіїв матеріалістичного світогляду є його споглядальність.
У 3-й главі Енгельс показує, що Феєрбах не тільки залишився ідеалістом у розумінні суспільства, а й опинився тут набагато біднішими за Гегеля. У соціальних відносинах «…він бачить лише одну сторону: мораль». Причиною етичного ідеалізму Феєрбаха є його антропологізм.
4-та глава містить характеристику революційного перевороту в філософії, що його здійснили Маркс й Енгельс, а також екскурсію у царину матеріалістичної теорії історії.
Основоположники марксизму сприйняли та переробили класичну філософську спадщину. Гегелівську діалектику вони звільнили від «ідеологічного перекручення». Вся справа в тім, аби не тільки «визнавати» діалектику, а й уміти «…застосовувати її на ділі в кожному окремому випадку і в кожній даній галузі дослідження». Марксизм проголосив принципово нове ставлення між предметом філософії та предметами інших позитивних наук. Оцінюючи відкриття клітини, встановлення закону збереження і перетворення енергії та теорію Дарвіна як три великі відкриття, Енгельс угледів в них початок засвоєння діалектичної методи мислення самими позитивними науками. Оскільки таке засвоєння відбувається, воно позбавляє філософію монополії на завдання «…скласти в більш-менш систематичній формі ясну картину природи як одного зв'язного цілого», оскільки науки стають повноправними будівничими систем. Теоретично розвинені науки роблять зайвою особливу, окрему від них науку про світ загалом, на що раніше претендувала філософія. Тим самим філософії надається можливість зосередити свою увагу на дослідженні загальних характеристик дійсності, на розробці діалектики як логіки та теорії наукового пізнання.
У нарисі матеріалістичного розуміння історії марксизм протиставляється домарксовим соціологічним концепціям як такий, що він вперше розкрив матеріальні рушійні сили, що ховаються за ідеальними спонукальними силами; розглядаючи лише загальну незалежність перших від других, Енгельс відволікається від того, що і ті й інші можуть виступати як нібито незалежні від людської діяльності, від реальної людини. Енгельс пояснює найважливіші положення марксистської теорії ляск і класової боротьби, теорії базису і надбудови, аналізує класовий характер держави.

## Історія видання
«Людвіг Феєрбах…» був надрукований спочатку в німецькій соціал-демократичній газеті «Neue Zeit» (1886, №№4 і 5), а 1888 року вийшов у Штутгарті окремою брошурою з передмовою автора. Перший український переклад з'явився 1930 року і ввійшов до збірки: Карл Маркс і Фрідріх Енгельс. Фоєрбах (з «Німецької ідеології») / Пер. з нім. П.Бензя. — Харків—Київ: Державне видавництво України, 1930.

## Першоджерела
- Ф.Енгельс. Людвіг Фейербах і кінець німецької класичної філософії [Архівовано 23 жовтня 2013 у Wayback Machine.]